# جيم كوندون
جيم كوندون هو إذاعي وسياسي أمريكي، ولد في 19 مايو 1958 في نيو لندن في الولايات المتحدة، وتوفي في 23 أغسطس 2018 بسبب سرطان المريء. نشط حزبياً في الحزب الديمقراطي. وقد انتخب عضو مجلس نواب فيرمونت ‏ (2005 – 2014).